# Echinocereus reichenbachii var. baileyi
Echinocereus reichenbachii var. baileyi es una variedad de la especie Echinocereus baileyi de plantas en la familia Cactaceae. Es endémica de México. Es una especie común que se ha extendido por todo el mundo.

## Descripción
Echinocereus reichenbachii var. baileyi crece individualmente con tallo esférico a cilíndrico, adelgazándose hacia la punta de los brotes que crecen en posición vertical, son de color claro a verde oscuro y con espinas ocultas. Alcanzan diámetros de hasta 10 centímetros y una altura de hasta 40 centímetros. Tiene de 10 a 19 costillas estrechas con cúspides bajas. La areolas con hasta 7 espinas centrales estrechas son de color diferente y miden de 1 a 20 milímetros de largo. La disposición de las 12 a 36 espinas radiales es en forma de peine con 3 a 25 milímetros de largo. Las flores en forma de embudo, son fragantes, de color rosado y magenta y aparecen cerca de las puntas de los brotes. Tienen una garganta más oscuro o blanco de 5 a 12 cm de largo y tienen un diámetro de hasta 12 centímetros. Las frutas son redondas u ovales, de color verde y contienen una pulpa blanca.

## Taxonomía
Echinocereus reichenbachii var. baileyi fue descrita por (Rose) N.P.Taylor  y publicado en Cactaceae Consensus Initiatives 3: 9. 1997.
Etimología
Echinocereus: nombre genérico que deriva del griego antiguo: ἐχῖνος (equinos), que significa "erizo", y del latín cereus que significa "vela, cirio" que se refiere a sus tallos columnares erizados.
reichenbachii: epíteto otorgado en honor del coleccionista de plantas alemán Friedrich Reichenbach de Dresde.
baileyi: epíteto otorgado en honor del botánico Vernon Orlando Bailey (1864–1942),
Sinonimia
- Echinocactus reichenbachii
- Cereus caespitosus
- Cereus pectinatus
- Echinocereus reichenbachii
- Echinocereus gitchii
- Echinocereus perbellus
- Echinocereus albispinus
- Echinocereus purpureus
- Echinocereus melanocentrus
- Echinocereus mariae